# Gibanje Me Too
Gibanje Me Too (tudi #MeToo ali poslovenjeno #jaztudi) je družbeno gibanje proti spolnim zlorabam in spolnemu nadlegovanju z javnim objavljanjem obtožb spolnih prestopkov. Frazo »Me Too« (jaz tudi) je v tem kontekstu leta 2006 na družbenem omrežju Myspace prva uporabila žrtev spolnega nasilja in aktivistka Tarana Burke.
Namen gibanja, ki ga je začela Tarana Burke in ki so se mu kasneje priključile druge žrtve, je opolnomočenje zlasti mlajših in ranljivejših žensk, ki so doživele spolno nadlegovanje in nasilje, zlasti v delovnem okolju. Moč gibanja temelji na prikazu številnosti primerov ter medsebojni podpori s sočutjem in solidarnostjo. Gibanje je doživelo zagon v začetku leta 2017, potem ko sta časopisa New York Times in New Yorker objavila zgodbe številnih žrtev spolnih napadov vplivnega filmskega producenta Harveyja Weinsteina. 15. oktobra 2017 je ameriška igralka Alyssa Milano, ena od prvih žensk, ki so Weinsteina obtožile spolnega nasilja, na Twitterju predlagala, naj vsak, ki je bil kdaj spolno nadlegovan ali zlorabljen, na njen tvit odgovori z Me too ter tako pomaga razkriti obsežnost problema. V prvih 24 urah se je odzvalo pol milijona ljudi. Na objavo se je odzvalo tudi več znanih oseb, na primer Gwyneth Paltrow, Ashley Judd, Jennifer Lawrence in Uma Thurman.
Uporaba fraze in ključnika se je sprva razširila v angleščini, kasneje so jo pa posvojili tudi številni drugi jeziki (v sloveščini kot #jaztudi). S širjenjem gibanja se je tudi razširil njegov namen in Tarana Burke ga je kasneje opisala kot svetovno gibanje za pravice odrinjenih posameznikov.

## Namen
Prvotni namen gibanja #MeToo, kot ga je začela Tarana Burke leta 2006, je bil opolnomočenje predvsem mlajših in ranljivejših žensk z izkazovanjem sočutja in solidarnosti. Oktobra 2017 je Alyssa Milano pozvala k uporabi fraze Me Too kot pomoč k razkritju obsežnosti problema spolnega nasilja in spolnega nadlegovanja in prikazu številnosti žrtev. Z uporabljanjem fraze MeToo  in njeno razširitvijo v številne druge jezike so jo različni posamezniki uporabljali za različne namene. Taran burke je postala »vodja« gibanja ter tudi sama sprejela to vlogo, čeprav je sebe opisala kot »delavko«. Burkejeva je izjavila, da je gibanje preraslo in zajema moške in ženske, vseh ras in starosti, vendar še naprej podpira odrinjene posameznike v odrinjenih skupnostih. V Sloveniji so pri Inštitutu 8. marec s projektom #jaztudi želeli vsem dati možnost, da brezimno oddajo pričevanja o vseh vrstah spolnega nadlegovanja, pri tem pa je glavni cilj, da bi kot družba vzpostavili ničelno toleranco do nasilja in nadlegovanja na podlagi spola.

## #jaztudi v Sloveniji
8. 3. 2018 so v okviru Inštituta 8. marec kampanjo zagnali tudi v Sloveniji. Z anonimnim obrazcem so pozvali ljudi, ki so imeli izkušnjo s spolnim nadlegovanjem ali nasiljem, naj delijo svoja pričevanja. Anonimizirane zgodbe so objavljene in  analizirane na spletni strani jaztudi.si.
V začetku leta 2021 se je kot prva slovenska javna oseba izpostavila igralka Mia Skrbinac ter spregovorila o spolnem nadlegovanju med študijem na Akademiji za gledališče, radio, film in televizijo.